# 43e législature du Canada
La 43e législature du Canada est la législature du Parlement du Canada ouverte à la suite de l'élection générale du 21 octobre 2019 qui a reporté au pouvoir les libéraux de Justin Trudeau mais sous un gouvernement minoritaire.
La nouvelle Chambre des communes se réunit le 5 décembre 2019 pour élire un nouveau président, Anthony Rota. Cette élection est suivie du premier discours du Trône prononcé par la gouverneure générale Julie Payette dans la salle du Sénat.

## Représentation des partis
| Affiliation       | Affiliation                       | Députés                  | Députés          | Sénateurs                     | Sénateurs        |
| Affiliation       | Affiliation                       | Après l'élection de 2019 | À la dissolution | Le jour de l'élection de 2019 | À la dissolution |
| ----------------- | --------------------------------- | ------------------------ | ---------------- | ----------------------------- | ---------------- |
|                   | Parti libéral                     | 157                      | 155              | 0                             | 0                |
|                   | Parti conservateur                | 121                      | 119              | 29                            | 19               |
|                   | Bloc québécois                    | 32                       | 32               | 0                             | 0                |
|                   | NPD                               | 24                       | 24               | 0                             | 0                |
|                   | Parti vert                        | 3                        | 2                | 0                             | 0                |
|                   | Indépendants / Non affilié(e)s    | 1                        | 5                | 7                             | 13               |
|                   | Groupe des sénateurs indépendants | 0                        | 0                | 57                            | 40               |
|                   | Caucus libéral du Sénat           | 0                        | 0                | 9                             | 0                |
|                   | Groupe des sénateurs canadiens    | 0                        | 0                | 0                             | 12               |
|                   | Groupe progressiste du Sénat      | 0                        | 0                | 0                             | 11               |
| Total des membres | Total des membres                 | 338                      | 337              | 102                           | 95               |
|                   | Vacant                            | —                        | 1                | 3                             | 10               |
| Total des sièges  | Total des sièges                  | 338                      | 338              | 105                           | 105              |

## Gouvernement

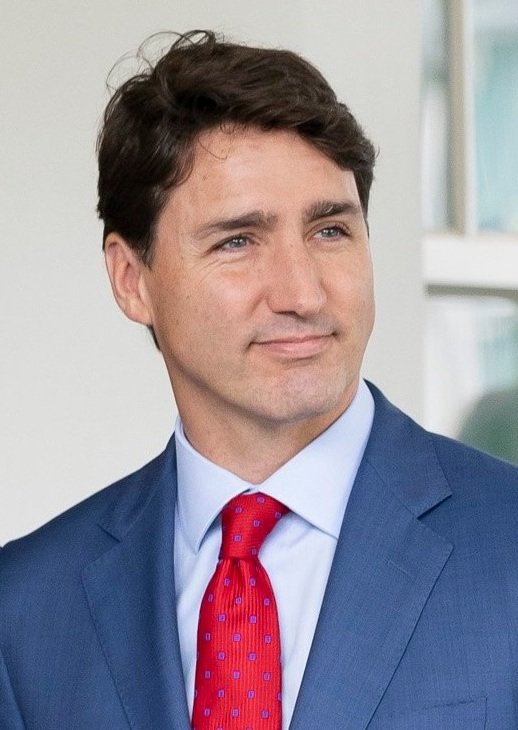
Justin Trudeau est le premier ministre de cette législature.

Dirigé par Justin Trudeau, il s'agit d'un gouvernement libéral minoritaire, depuis l'élection de 2019.

## Liste des députés
Les chefs de parti sont en italique. Les ministres sont en gras. Le premier ministre est les deux.

### Alberta
|  | Nom               | Parti        | Circonscription                 |
|  | ----------------- | ------------ | ------------------------------- |
|  | Blake Richards    | Conservateur | Banff—Airdrie                   |
|  | Damien Kurek      | Conservateur | Battle River—Crowfoot           |
|  | Martin Shields    | Conservateur | Bow River                       |
|  | Greg McLean       | Conservateur | Calgary-Centre                  |
|  | Len Webber        | Conservateur | Calgary Confederation           |
|  | Jasraj Hallan     | Conservateur | Calgary Forest Lawn             |
|  | Bob Benzen        | Conservateur | Calgary Heritage                |
|  | Stephanie Kusie   | Conservateur | Calgary Midnapore               |
|  | Michelle Rempel   | Conservateur | Calgary Nose Hill               |
|  | Pat Kelly         | Conservateur | Calgary Rocky Ridge             |
|  | Tom Kmiec         | Conservateur | Calgary Shepard                 |
|  | Ron Liepert       | Conservateur | Calgary Signal Hill             |
|  | Jag Sahota        | Conservateur | Calgary Skyview                 |
|  | James Cumming     | Conservateur | Edmonton-Centre                 |
|  | Kerry Diotte      | Conservateur | Edmonton Griesbach              |
|  | Ziad Aboultaif    | Conservateur | Edmonton Manning                |
|  | Tim Uppal         | Conservateur | Edmonton Mill Woods             |
|  | Matt Jeneroux     | Conservateur | Edmonton Riverbend              |
|  | Heather McPherson | NPD          | Edmonton Strathcona             |
|  | Kelly McCauley    | Conservateur | Edmonton-Ouest                  |
|  | Mike Lake         | Conservateur | Edmonton—Wetaskiwin             |
|  | John Barlow       | Conservateur | Foothills                       |
|  | David Yurdiga     | Conservateur | Fort McMurray—Cold Lake         |
|  | Chris Warkentin   | Conservateur | Grande Prairie—Mackenzie        |
|  | Shannon Stubbs    | Conservateur | Lakeland                        |
|  | Rachael Harder    | Conservateur | Lethbridge                      |
|  | Glen Motz         | Conservateur | Medicine Hat—Cardston—Warner    |
|  | Arnold Viersen    | Conservateur | Peace River—Westlock            |
|  | Blaine Calkins    | Conservateur | Red Deer—Lacombe                |
|  | Earl Dreeshen     | Conservateur | Red Deer—Mountain View          |
|  | Garnett Genuis    | Conservateur | Sherwood Park—Fort Saskatchewan |
|  | Michael Cooper    | Conservateur | St. Albert—Edmonton             |
|  | Dane Lloyd        | Conservateur | Sturgeon River—Parkland         |
|  | Gerald Soroka     | Conservateur | Yellowhead                      |

### Colombie-Britannique
|  | Nom                  | Parti        | Circonscription                                  |
|  | -------------------- | ------------ | ------------------------------------------------ |
|  | Ed Fast              | Conservateur | Abbotsford                                       |
|  | Terry Beech          | Libéral      | Burnaby-Nord—Seymour                             |
|  | Jagmeet Singh        | NPD          | Burnaby-Sud                                      |
|  | Todd Doherty         | Conservateur | Cariboo—Prince George                            |
|  | Dan Albas            | Conservateur | Central Okanagan—Similkameen—Nicola              |
|  | Mark Strahl          | Conservateur | Chilliwack—Hope                                  |
|  | Tamara Jansen        | Conservateur | Cloverdale—Langley City                          |
|  | Ron McKinnon         | Libéral      | Coquitlam—Port Coquitlam                         |
|  | Gord Johns           | NPD          | Courtenay—Alberni                                |
|  | Alistair MacGregor   | NPD          | Cowichan—Malahat—Langford                        |
|  | Carla Qualtrough     | Libéral      | Delta                                            |
|  | Randall Garrison     | NPD          | Esquimalt—Saanich—Sooke                          |
|  | Ken Hardie           | Libéral      | Fleetwood—Port Kells                             |
|  | Cathy McLeod         | Conservateur | Kamloops—Thompson—Cariboo                        |
|  | Tracy Gray           | Conservateur | Kelowna—Lake Country                             |
|  | Rob Morrison         | Conservateur | Kootenay—Columbia                                |
|  | Tako Van Popta       | Conservateur | Langley—Aldergrove                               |
|  | Brad Vis             | Conservateur | Mission—Matsqui—Fraser Canyon                    |
|  | Paul Manly           | Vert         | Nanaimo—Ladysmith                                |
|  | Peter Julian         | NPD          | New Westminster—Burnaby                          |
|  | Rachel Blaney        | NPD          | North Island—Powell River                        |
|  | Jonathan Wilkinson   | Libéral      | North Vancouver                                  |
|  | Mel Arnold           | Conservateur | Okanagan-Nord—Shuswap                            |
|  | Richard Cannings     | NPD          | Okanagan-Sud—Kootenay-Ouest                      |
|  | Marc Dalton          | Conservateur | Pitt Meadows—Maple Ridge                         |
|  | Nelly Shin           | Conservateur | Port Moody—Coquitlam                             |
|  | Bob Zimmer           | Conservateur | Prince George—Peace River—Northern Rockies       |
|  | Alice Wong           | Conservateur | Richmond-Centre                                  |
|  | Elizabeth May        | Vert         | Saanich—Gulf Islands                             |
|  | Taylor Bachrach      | NPD          | Skeena—Bulkley Valley                            |
|  | Kenny Chiu           | Conservateur | Steveston—Richmond-Est                           |
|  | Randeep Sarai        | Libéral      | Surrey-Centre                                    |
|  | Sukh Dhaliwal        | Libéral      | Surrey—Newton                                    |
|  | Kerry-Lynne Findlay  | Conservateur | Surrey-Sud—White Rock                            |
|  | Hedy Fry             | Libéral      | Vancouver-Centre                                 |
|  | Jenny Kwan           | NPD          | Vancouver-Est                                    |
|  | Jody Wilson-Raybould | Indépendant  | Vancouver Granville                              |
|  | Don Davies           | NPD          | Vancouver Kingsway                               |
|  | Joyce Murray         | Libéral      | Vancouver Quadra                                 |
|  | Harjit Sajjan        | Libéral      | Vancouver-Sud                                    |
|  | Laurel Collins       | NPD          | Victoria                                         |
|  | Patrick Weiler       | Libéral      | West Vancouver—Sunshine Coast—Sea to Sky Country |

### Île-du-Prince-Édouard
|  | Nom               | Parti   | Circonscription |
|  | ----------------- | ------- | --------------- |
|  | Lawrence MacAulay | Libéral | Cardigan        |
|  | Sean Casey        | Libéral | Charlottetown   |
|  | Bobby Morrissey   | Libéral | Egmont          |
|  | Wayne Easter      | Libéral | Malpeque        |

### Manitoba
|  | Nom             | Parti        | Circonscription                             |
|  | --------------- | ------------ | ------------------------------------------- |
|  | Larry Maguire   | Conservateur | Brandon—Souris                              |
|  | Marty Morantz   | Conservateur | Charleswood—St. James—Assiniboia—Headingley |
|  | Niki Ashton     | NPD          | Churchill—Keewatinook Aski                  |
|  | Dan Mazier      | Conservateur | Dauphin—Swan River—Neepawa                  |
|  | Daniel Blaikie  | NPD          | Elmwood—Transcona                           |
|  | Raquel Dancho   | Conservateur | Kildonan—St. Paul                           |
|  | Candice Bergen  | Conservateur | Portage—Lisgar                              |
|  | Ted Falk        | Conservateur | Provencher                                  |
|  | Dan Vandal      | Libéral      | Saint-Boniface—Saint-Vital                  |
|  | James Bezan     | Conservateur | Selkirk—Interlake—Eastman                   |
|  | Leah Gazan      | NPD          | Winnipeg-Centre                             |
|  | Kevin Lamoureux | Libéral      | Winnipeg-Nord                               |
|  | Terry Duguid    | Libéral      | Winnipeg-Sud                                |
|  | Jim Carr        | Libéral      | Winnipeg-Centre-Sud                         |

### Nouveau-Brunswick
|  | Nom                     | Parti            | Circonscription             |
|  | ----------------------- | ---------------- | --------------------------- |
|  | Serge Cormier           | Libéral          | Acadie—Bathurst             |
|  | Dominic LeBlanc         | Libéral          | Beauséjour                  |
|  | Jenica Atwin            | Vert (2019-2021) | Fredericton                 |
|  | Jenica Atwin            | Libéral (2021-)  | Fredericton                 |
|  | Rob Moore               | Conservateur     | Fundy Royal                 |
|  | René Arseneault         | Libéral          | Madawaska—Restigouche       |
|  | Pat Finnigan            | Libéral          | Miramichi—Grand Lake        |
|  | Ginette Petitpas Taylor | Libéral          | Moncton—Riverview—Dieppe    |
|  | John Williamson         | Conservateur     | Nouveau-Brunswick-Sud-Ouest |
|  | Wayne Long              | Libéral          | Saint John—Rothesay         |
|  | Richard Bragdon         | Conservateur     | Tobique—Mactaquac           |

### Nouvelle-Écosse
|  | Nom               | Parti        | Circonscription               |
|  | ----------------- | ------------ | ----------------------------- |
|  | Mike Kelloway     | Libéral      | Cape Breton—Canso             |
|  | Lenore Zann       | Libéral      | Cumberland—Colchester         |
|  | Darren Fisher     | Libéral      | Dartmouth—Cole Harbour        |
|  | Andy Fillmore     | Libéral      | Halifax                       |
|  | Geoff Regan       | Libéral      | Halifax-Ouest                 |
|  | Kody Blois        | Libéral      | Kings—Hants                   |
|  | Sean Fraser       | Libéral      | Nova-Centre                   |
|  | Chris d'Entremont | Conservateur | Nova-Ouest                    |
|  | Darrell Samson    | Libéral      | Sackville—Preston—Chezzetcook |
|  | Bernadette Jordan | Libéral      | South Shore—St. Margarets     |
|  | Jaime Battiste    | Libéral      | Sydney—Victoria               |

### Ontario
|  | Nom                        | Parti                    | Circonscription                                  |
|  | -------------------------- | ------------------------ | ------------------------------------------------ |
|  | Mark Holland               | Libéral                  | Ajax                                             |
|  | Carol Hughes               | NPD                      | Algoma—Manitoulin—Kapuskasing                    |
|  | Leona Alleslev             | Conservateur             | Aurora—Oak Ridges—Richmond Hill                  |
|  | Neil Ellis                 | Libéral                  | Baie de Quinte                                   |
|  | John Brassard              | Conservateur             | Barrie—Innisfil                                  |
|  | Doug Shipley               | Conservateur             | Barrie—Springwater—Oro-Medonte                   |
|  | Nathaniel Erskine-Smith    | Libéral                  | Beaches—East York                                |
|  | Ramesh Sangha              | Libéral (2019-2021)      | Brampton-Centre                                  |
|  | Ramesh Sangha              | Indépendant (2021-)      | Brampton-Centre                                  |
|  | Maninder Sidhu             | Libéral                  | Brampton-Est                                     |
|  | Ruby Sahota                | Libéral                  | Brampton-Nord                                    |
|  | Kamal Khera                | Libéral                  | Brampton-Ouest                                   |
|  | Sonia Sidhu                | Libéral                  | Brampton-Sud                                     |
|  | Phil McColeman             | Conservateur             | Brantford—Brant                                  |
|  | Alex Ruff                  | Conservateur             | Bruce—Grey—Owen Sound                            |
|  | Karina Gould               | Libéral                  | Burlington                                       |
|  | Bryan May                  | Libéral                  | Cambridge                                        |
|  | Pierre Poilievre           | Conservateur             | Carleton                                         |
|  | Dave Epp                   | Conservateur             | Chatham-Kent—Leamington                          |
|  | Julie Dzerowicz            | Libéral                  | Davenport                                        |
|  | Yasmin Ratansi             | Libéral (2019-2020)      | Don Valley-Est                                   |
|  | Yasmin Ratansi             | Indépendant (2020-)      | Don Valley-Est                                   |
|  | Han Dong                   | Libéral                  | Don Valley-Nord                                  |
|  | Rob Oliphant               | Libéral                  | Don Valley-Ouest                                 |
|  | Kyle Seeback               | Conservateur             | Dufferin—Caledon                                 |
|  | Erin O'Toole               | Conservateur             | Durham                                           |
|  | Marco Mendicino            | Libéral                  | Eglinton—Lawrence                                |
|  | Karen Vecchio              | Conservateur             | Elgin—Middlesex—London                           |
|  | Chris Lewis                | Conservateur             | Essex                                            |
|  | Yvan Baker                 | Libéral                  | Etobicoke-Centre                                 |
|  | Kirsty Duncan              | Libéral                  | Etobicoke-Nord                                   |
|  | James Maloney              | Libéral                  | Etobicoke—Lakeshore                              |
|  | David Sweet                | Conservateur             | Flamborough—Glanbrook                            |
|  | Francis Drouin             | Libéral                  | Glengarry—Prescott—Russell                       |
|  | Lloyd Longfield            | Libéral                  | Guelph                                           |
|  | Diane Finley (2019-2021)   | Conservateur             | Haldimand—Norfolk                                |
|  | Jamie Schmale              | Conservateur             | Haliburton—Kawartha Lakes—Brock                  |
|  | Scott Duvall               | NPD                      | Hamilton Mountain                                |
|  | Matthew Green              | NPD                      | Hamilton-Centre                                  |
|  | Bob Bratina                | Libéral                  | Hamilton-Est—Stoney Creek                        |
|  | Filomena Tassi             | Libéral                  | Hamilton-Ouest—Ancaster—Dundas                   |
|  | Derek Sloan                | Conservateur (2019-2021) | Hastings—Lennox and Addington                    |
|  | Derek Sloan                | Indépendant (2021-)      | Hastings—Lennox and Addington                    |
|  | Judy Sgro                  | Libéral                  | Humber River—Black Creek                         |
|  | Ben Lobb                   | Conservateur             | Huron—Bruce                                      |
|  | Karen McCrimmon            | Libéral                  | Kanata—Carleton                                  |
|  | Eric Melillo               | Conservateur             | Kenora                                           |
|  | Deb Schulte                | Libéral                  | King—Vaughan                                     |
|  | Mark Gerretsen             | Libéral                  | Kingston et les Îles                             |
|  | Raj Saini                  | Libéral                  | Kitchener-Centre                                 |
|  | Marwan Tabbara             | Libéral (2019-2020)      | Kitchener-Sud—Hespeler                           |
|  | Marwan Tabbara             | Indépendant (2020-)      | Kitchener-Sud—Hespeler                           |
|  | Tim Louis                  | Libéral                  | Kitchener—Conestoga                              |
|  | Lianne Rood                | Conservateur             | Lambton—Kent—Middlesex                           |
|  | Scott Reid                 | Conservateur             | Lanark—Frontenac—Kingston                        |
|  | Michael Barrett            | Conservateur             | Leeds—Grenville—Thousand Islands et Rideau Lakes |
|  | Peter Fragiskatos          | Libéral                  | London-Centre-Nord                               |
|  | Kate Young                 | Libéral                  | London-Ouest                                     |
|  | Lindsay Mathyssen          | NPD                      | London—Fanshawe                                  |
|  | Helena Jaczek              | Libéral                  | Markham—Stouffville                              |
|  | Mary Ng                    | Libéral                  | Markham—Thornhill                                |
|  | Bob Saroya                 | Conservateur             | Markham—Unionville                               |
|  | Adam van Koeverden         | Libéral                  | Milton                                           |
|  | Omar Alghabra              | Libéral                  | Mississauga-Centre                               |
|  | Peter Fonseca              | Libéral                  | Mississauga-Est—Cooksville                       |
|  | Iqra Khalid                | Libéral                  | Mississauga—Erin Mills                           |
|  | Sven Spengemann            | Libéral                  | Mississauga—Lakeshore                            |
|  | Navdeep Bains              | Libéral                  | Mississauga—Malton                               |
|  | Gagan Sikand               | Libéral                  | Mississauga—Streetsville                         |
|  | Chandra Arya               | Libéral                  | Nepean                                           |
|  | Tony Van Bynen             | Libéral                  | Newmarket—Aurora                                 |
|  | Tony Baldinelli            | Conservateur             | Niagara Falls                                    |
|  | Vance Badawey              | Libéral                  | Niagara-Centre                                   |
|  | Dean Allison               | Conservateur             | Niagara-Ouest                                    |
|  | Marc Serré                 | Libéral                  | Nickel Belt                                      |
|  | Anthony Rota               | Libéral                  | Nipissing—Timiskaming                            |
|  | Philip Lawrence            | Conservateur             | Northumberland—Peterborough-Sud                  |
|  | Anita Anand                | Libéral                  | Oakville                                         |
|  | Pam Damoff                 | Libéral                  | Oakville-Nord—Burlington                         |
|  | Marie-France Lalonde       | Libéral                  | Orléans                                          |
|  | Colin Carrie               | Conservateur             | Oshawa                                           |
|  | Catherine McKenna          | Libéral                  | Ottawa-Centre                                    |
|  | Anita Vandenbeld           | Libéral                  | Ottawa-Ouest—Nepean                              |
|  | David McGuinty             | Libéral                  | Ottawa-Sud                                       |
|  | Mona Fortier               | Libéral                  | Ottawa—Vanier                                    |
|  | Dave MacKenzie             | Conservateur             | Oxford                                           |
|  | Arif Virani                | Libéral                  | Parkdale—High Park                               |
|  | Scott Aitchison            | Conservateur             | Parry Sound—Muskoka                              |
|  | John Nater                 | Conservateur             | Perth—Wellington                                 |
|  | Maryam Monsef              | Libéral                  | Peterborough—Kawartha                            |
|  | Jennifer O'Connell         | Libéral                  | Pickering—Uxbridge                               |
|  | Cheryl Gallant             | Conservateur             | Renfrew—Nipissing—Pembroke                       |
|  | Majid Jowhari              | Libéral                  | Richmond Hill                                    |
|  | Marilyn Gladu              | Conservateur             | Sarnia—Lambton                                   |
|  | Terry Sheehan              | Libéral                  | Sault Ste. Marie                                 |
|  | Salma Zahid                | Libéral                  | Scarborough-Centre                               |
|  | Shaun Chen                 | Libéral                  | Scarborough-Nord                                 |
|  | Bill Blair                 | Libéral                  | Scarborough-Sud-Ouest                            |
|  | Jean Yip                   | Libéral                  | Scarborough—Agincourt                            |
|  | John McKay                 | Libéral                  | Scarborough—Guildwood                            |
|  | Gary Anandasangaree        | Libéral                  | Scarborough—Rouge Park                           |
|  | Bruce Stanton              | Conservateur             | Simcoe-Nord                                      |
|  | Terry Dowdall              | Conservateur             | Simcoe—Grey                                      |
|  | Adam Vaughan               | Libéral                  | Spadina—Fort York                                |
|  | Chris Bittle               | Libéral                  | St. Catharines                                   |
|  | Eric Duncan                | Conservateur             | Stormont—Dundas—South Glengarry                  |
|  | Paul Lefebvre              | Libéral                  | Sudbury                                          |
|  | Peter Kent                 | Conservateur             | Thornhill                                        |
|  | Marcus Powlowski           | Libéral                  | Thunder Bay—Rainy River                          |
|  | Patty Hajdu                | Libéral                  | Thunder Bay—Supérieur-Nord                       |
|  | Charlie Angus              | NPD                      | Timmins—Baie James                               |
|  | Bill Morneau (2019-2020)   | Libéral                  | Toronto-Centre                                   |
|  | Marci Ien (2020-)          | Libéral                  | Toronto-Centre                                   |
|  | Julie Dabrusin             | Libéral                  | Toronto—Danforth                                 |
|  | Carolyn Bennett            | Libéral                  | Toronto—St. Paul's                               |
|  | Chrystia Freeland          | Libéral                  | University—Rosedale                              |
|  | Francesco Sorbara          | Libéral                  | Vaughan—Woodbridge                               |
|  | Bardish Chagger            | Libéral                  | Waterloo                                         |
|  | Michael Chong              | Conservateur             | Wellington—Halton Hills                          |
|  | Ryan Turnbull              | Libéral                  | Whitby                                           |
|  | Ali Ehsassi                | Libéral                  | Willowdale                                       |
|  | Brian Masse                | NPD                      | Windsor-Ouest                                    |
|  | Irek Kusmierczyk           | Libéral                  | Windsor—Tecumseh                                 |
|  | Michael Levitt (2019-2020) | Libéral                  | York-Centre                                      |
|  | Ya'ara Saks (2020-)        | Libéral                  | York-Centre                                      |
|  | Ahmed Hussen               | Libéral                  | York-Sud—Weston                                  |
|  | Scot Davidson              | Conservateur             | York—Simcoe                                      |

### Québec
|  | Nom                          | Parti          | Circonscription                                   |
|  | ---------------------------- | -------------- | ------------------------------------------------- |
|  | Sylvie Bérubé                | Bloc québécois | Abitibi—Baie-James—Nunavik—Eeyou                  |
|  | Sébastien Lemire             | Bloc québécois | Abitibi—Témiscamingue                             |
|  | Mélanie Joly                 | Libéral        | Ahuntsic-Cartierville                             |
|  | Angelo Iacono                | Libéral        | Alfred-Pellan                                     |
|  | Stéphane Lauzon              | Libéral        | Argenteuil—La Petite-Nation                       |
|  | Kristina Michaud             | Bloc québécois | Avignon—La Mitis—Matane—Matapédia                 |
|  | Richard Lehoux               | Conservateur   | Beauce                                            |
|  | Caroline Desbiens            | Bloc québécois | Beauport—Côte-de-Beaupré—Île d'Orléans—Charlevoix |
|  | Julie Vignola                | Bloc québécois | Beauport—Limoilou                                 |
|  | Louis Plamondon              | Bloc québécois | Bécancour—Nicolet—Saurel                          |
|  | Steven Blaney                | Conservateur   | Bellechasse—Les Etchemins—Lévis                   |
|  | Yves-François Blanchet       | Bloc québécois | Belœil—Chambly                                    |
|  | Yves Perron                  | Bloc québécois | Berthier—Maskinongé                               |
|  | Emmanuel Dubourg             | Libéral        | Bourassa                                          |
|  | Lyne Bessette                | Libéral        | Brome—Missisquoi                                  |
|  | Alexandra Mendès             | Libéral        | Brossard—Saint-Lambert                            |
|  | Pierre Paul-Hus              | Conservateur   | Charlesbourg—Haute-Saint-Charles                  |
|  | Brenda Shanahan              | Libéral        | Châteauguay—Lacolle                               |
|  | Richard Martel               | Conservateur   | Chicoutimi—Le Fjord                               |
|  | Marie-Claude Bibeau          | Libéral        | Compton—Stanstead                                 |
|  | Anju Dhillon                 | Libéral        | Dorval—Lachine—LaSalle                            |
|  | Martin Champoux              | Bloc québécois | Drummond                                          |
|  | Diane Lebouthillier          | Libéral        | Gaspésie–Les Îles-de-la-Madeleine                 |
|  | Steven MacKinnon             | Libéral        | Gatineau                                          |
|  | Soraya Martinez Ferrada      | Libéral        | Hochelaga                                         |
|  | Pablo Rodriguez              | Libéral        | Honoré-Mercier                                    |
|  | Greg Fergus                  | Libéral        | Hull—Aylmer                                       |
|  | Gabriel Ste-Marie            | Bloc québécois | Joliette                                          |
|  | Mario Simard                 | Bloc québécois | Jonquière                                         |
|  | Mario Beaulieu               | Bloc québécois | La Pointe-de-l'Île                                |
|  | Alain Therrien               | Bloc québécois | La Prairie                                        |
|  | Alexis Brunelle-Duceppe      | Bloc québécois | Lac-Saint-Jean                                    |
|  | Francis Scarpaleggia         | Libéral        | Lac-Saint-Louis                                   |
|  | David Lametti                | Libéral        | LaSalle—Émard—Verdun                              |
|  | Marie-Hélène Gaudreau        | Bloc québécois | Laurentides—Labelle                               |
|  | Steven Guilbeault            | Libéral        | Laurier—Sainte-Marie                              |
|  | Fayçal El-Khoury             | Libéral        | Laval—Les Îles                                    |
|  | Jacques Gourde               | Conservateur   | Lévis—Lotbinière                                  |
|  | Sherry Romanado              | Libéral        | Longueuil—Charles-LeMoyne                         |
|  | Denis Trudel                 | Bloc québécois | Longueuil—Saint-Hubert                            |
|  | Joël Lightbound              | Libéral        | Louis-Hébert                                      |
|  | Gérard Deltell               | Conservateur   | Louis-Saint-Laurent                               |
|  | Marilène Gill                | Bloc québécois | Manicouagan                                       |
|  | Yves Robillard               | Libéral        | Marc-Aurèle-Fortin                                |
|  | Luc Berthold                 | Conservateur   | Mégantic—L'Érable                                 |
|  | Simon Marcil                 | Bloc québécois | Mirabel                                           |
|  | Stéphane Bergeron            | Bloc québécois | Montarville                                       |
|  | Luc Thériault                | Bloc québécois | Montcalm                                          |
|  | Bernard Généreux             | Conservateur   | Montmagny—L'Islet—Kamouraska—Rivière-du-Loup      |
|  | Anthony Housefather          | Libéral        | Mont-Royal                                        |
|  | Marc Garneau                 | Libéral        | Notre-Dame-de-Grâce—Westmount                     |
|  | Rachel Bendayan              | Libéral        | Outremont                                         |
|  | Justin Trudeau               | Libéral        | Papineau                                          |
|  | Xavier Barsalou-Duval        | Bloc québécois | Pierre-Boucher—Les Patriotes—Verchères            |
|  | Sameer Zuberi                | Libéral        | Pierrefonds—Dollard                               |
|  | William Amos                 | Libéral        | Pontiac                                           |
|  | Joël Godin                   | Conservateur   | Portneuf—Jacques-Cartier                          |
|  | Jean-Yves Duclos             | Libéral        | Québec                                            |
|  | Monique Pauzé                | Bloc québécois | Repentigny                                        |
|  | Alain Rayes                  | Conservateur   | Richmond—Arthabaska                               |
|  | Maxime Blanchette-Joncas     | Bloc québécois | Rimouski-Neigette—Témiscouata—Les Basques         |
|  | Luc Desilets                 | Bloc québécois | Rivière-des-Mille-Îles                            |
|  | Rhéal Fortin                 | Bloc québécois | Rivière-du-Nord                                   |
|  | Alexandre Boulerice          | NPD            | Rosemont—La Petite-Patrie                         |
|  | Simon-Pierre Savard-Tremblay | Bloc québécois | Saint-Hyacinthe—Bagot                             |
|  | Christine Normandin          | Bloc québécois | Saint-Jean                                        |
|  | Emmanuella Lambropoulos      | Libéral        | Saint-Laurent                                     |
|  | Patricia Lattanzio           | Libéral        | Saint-Léonard—Saint-Michel                        |
|  | François-Philippe Champagne  | Libéral        | Saint-Maurice—Champlain                           |
|  | Claude DeBellefeuille        | Bloc québécois | Salaberry—Suroît                                  |
|  | Andréanne Larouche           | Bloc québécois | Shefford                                          |
|  | Élisabeth Brière             | Libéral        | Sherbrooke                                        |
|  | Michel Boudrias              | Bloc québécois | Terrebonne                                        |
|  | Louise Chabot                | Bloc québécois | Thérèse-De Blainville                             |
|  | Louise Charbonneau           | Bloc québécois | Trois-Rivières                                    |
|  | Peter Schiefke               | Libéral        | Vaudreuil—Soulanges                               |
|  | Marc Miller                  | Libéral        | Ville-Marie—Le Sud-Ouest—Île-des-Sœurs            |
|  | Annie Koutrakis              | Libéral        | Vimy                                              |

### Saskatchewan
|  | Nom              | Parti        | Circonscription                       |
|  | ---------------- | ------------ | ------------------------------------- |
|  | Rosemarie Falk   | Conservateur | Battlefords—Lloydminster              |
|  | Jeremy Patzer    | Conservateur | Cypress Hills—Grasslands              |
|  | Gary Vidal       | Conservateur | Desnethé—Missinippi—Rivière Churchill |
|  | Tom Lukiwski     | Conservateur | Moose Jaw—Lake Centre—Lanigan         |
|  | Randy Hoback     | Conservateur | Prince Albert                         |
|  | Warren Steinley  | Conservateur | Regina—Lewvan                         |
|  | Andrew Scheer    | Conservateur | Regina—Qu'Appelle                     |
|  | Michael Kram     | Conservateur | Regina—Wascana                        |
|  | Kevin Waugh      | Conservateur | Saskatoon—Grasswood                   |
|  | Corey Tochor     | Conservateur | Saskatoon—University                  |
|  | Brad Redekopp    | Conservateur | Saskatoon-Ouest                       |
|  | Kelly Block      | Conservateur | Sentier Carlton—Eagle Creek           |
|  | Robert Kitchen   | Conservateur | Souris—Moose Mountain                 |
|  | Cathay Wagantall | Conservateur | Yorkton—Melville                      |

### Terre-Neuve-et-Labrador
|  | Nom             | Parti   | Circonscription                  |
|  | --------------- | ------- | -------------------------------- |
|  | Ken McDonald    | Libéral | Avalon                           |
|  | Churence Rogers | Libéral | Bonavista—Burin—Trinity          |
|  | Scott Simms     | Libéral | Coast of Bays—Central—Notre Dame |
|  | Yvonne Jones    | Libéral | Labrador                         |
|  | Gudie Hutchings | Libéral | Long Range Mountains             |
|  | Jack Harris     | NPD     | St. John's-Est                   |
|  | Seamus O'Regan  | Libéral | St. John's-Sud—Mount Pearl       |

### Territoires
|  | Nom             | Parti   | Circonscription           |
|  | --------------- | ------- | ------------------------- |
|  | Mumilaaq Qaqqaq | NPD     | Nunavut                   |
|  | Michael McLeod  | Libéral | Territoires du Nord-Ouest |
|  | Larry Bagnell   | Libéral | Yukon                     |